# Dampfentfettung
Die Dampfentfettung ist ein technisches Verfahren zur Reinigung von Bauteilen von Fettrückständen. Als Fettlöser dienen organische Lösungsmittel in der Gasphase.

## Prinzip
Das zu reinigende Bauteil ist in einer Kammer aufgehängt, die mit Lösungsmitteldämpfen gefüllt ist. Diese werden durch Verdampfen flüssigen Lösungsmittels durch Heizelemente am Boden der Kammer erzeugt. Das Lösungsmittel kondensiert an dem kühleren zu reinigenden Bauteil und bedeckt es mit einem Lösungsmittelfilm, der Fette vom Bauteil löst, nach unten abläuft und diese mit sich in den Sumpf trägt. Ein Vorteil der Methode besteht darin, dass keine Fette aus dem Sumpf verdampfen können und somit eine Wiederbefettung praktisch ausgeschlossen werden kann.
Zum Einsatz kommen Lösungsmittel, die Fette gut lösen. Trichlorethen und Tetrachlorethen waren lange Zeit die wichtigsten Lösungsmittel für die Dampfentfettung. Da diese Verbindungen jedoch schädigend für die Ozonschicht wirken und als beim Menschen krebserzeugend eingestuft wurden, werden sie hierfür praktisch nicht mehr verwendet. Lösungsmittel wie Aceton, Essigsäureethylester, Isopropanol, Methanol sowie Methylethylketon eignen sich ebenfalls, nicht hingegen Benzol und Petrolether. Mit Ausnahme der Entfettung mit Cosolvens oder binärem Lösungsmittel ist es wichtig, dass ein Dampfreinigungsmittel so nahe wie möglich an einem Azeotrop liegt.